# Ciaran Hearn
Pour les articles homonymes, voir Hearn et Ciaran.

a Compétitions nationales et continentales officielles uniquement.

b Matchs officiels uniquement.
Dernière mise à jour le 28 août 2024.
Ciaran Hearn, né le 30 décembre 1985 à Conception Bay South (Province de Terre-Neuve-et-Labrador, Canada), est un joueur international canadien de rugby à XV jouant aux postes de centre, d'ailier ou d'arrière. 
Il commence sa carrière dans son pays natal dans le club de l'Atlantic Rock, puis rejoint les London Irish, en Angleterre où il évolue durant quatre ans, avant de finir sa carrière au Old Glory DC en Major League Rugby, entre 2020 et 2021. En parallèle, il jouait aussi avec l'équipe du Canada de 2008 à 2019.

## Biographie

### Jeunesse et formation
Ciaran Hearn est né le 30 décembre 1985 à Conception Bay South dans la province de Terre-Neuve-et-Labrador au Canada. Il commence à jouer au rugby à l'âge de 13 ans, dans au Baymen Rugby Club, dans sa ville natale. Puis, au lycée, il joue avec les Holy Spirit Flacons.

### Carrière professionnelle
Il a obtenu sa première cape internationale le 8 novembre 2008 à l'occasion d'un match contre l'équipe d'Irlande à Limerick (Irlande).
Avec l'équipe du Canada de rugby à sept, il dispute de nombreux tournois du circuit de la série mondiale.
Il évolue avec l'équipe provinciale Atlantic Rock jusqu'en et 2015.
Il remporte l'épreuve de rugby à sept des Jeux panaméricains de 2011 disputés à Guadalaraja au Mexique et s'il ne dispute pas les Jeux panaméricains de 2015 disputés au Canada, c'est pour préserver ses chances pour la Coupe du monde 2015. Il est ensuite appelé par le sélectionneur Kieran Crowley pour participer à cette compétition, durant laquelle il joue quatre matchs. 
À la fin de ce Mondial, il rejoint les London Irish évoluant dans le championnat d'Angleterre pour finir la saison 2015-2016. En février 2016, il prolonge son contrat avec le club anglais jusqu'à la fin de la saison 2016-2017.
En 2020, il s'engage avec le Old Glory DC, qui rejoint alors la Major League Rugby. Après sa première saison en MLR, il signe un nouveau contrat pour la saison 2021. À l'issue de celle-ci, il prend sa retraire sportive,.

### Carrière d'entraîneur
En 2024, Ciaran Hearn entame une carrière d'entraîneur au sein du club polonais de rugby de Juvenia Cracovie, qui évolue dans la première division polonaise, l'Ekstraliga.

## Statistiques en équipe nationale
- 73 sélections (62 fois titulaire, 11 fois remplaçant)
- 63 points (8 essais, 7 transformations, 3 pénalités)
- Sélections par année : 3 en 2008, 7 en 2009, 5 en 2010, 4 en 2011, 5 en 2012, 9 en 2013, 6 en 2014, 10 en 2015, 4 en 2016, 7 en 2017, 3 en 2018, 10 en 2019

En Coupe du monde : 
- 2011 : 2 sélections (Tonga, France)
- 2015 : 4 sélections (Irlande, Italie, France, Roumanie)
- 2019 : 3 sélections (Italie, Nouvelle-Zélande, Afrique du Sud)

## Palmarès
- Canada
  - Finaliste de la Churchill Cup en 2010 et 2011
- Canada à sept
  - Vainqueur des Jeux panaméricains en 2011

### Coupe du monde
| Édition               | Rang       | Résultats Canada | Résultats C.Hearn | Matchs C.Hearn |
| --------------------- | ---------- | ---------------- | ----------------- | -------------- |
| Nouvelle-Zélande 2011 | 4e Poule A | 1 v, 1 n, 2 d    | 1 v, 0 n, 1 d     | 2/4            |
| Angleterre 2015       | 5e Poule D | 0 v, 0 n, 4 d    | 0 v, 0 n, 4 d     | 4/4            |
| Japon 2019            | 5e Poule B | 0 v, 0 n, 3 d    | 0 v, 0 n, 3 d     | 3/3            |

Légende : v = victoire ; n = match nul ; d = défaite.